# 刘家琨
刘家琨（1956年—），四川省成都市出生，是中国著名建筑师及文学创作者。1982年毕业于重庆建筑工程学院（现重庆大学），后创办家琨建筑设计事务所。其设计理念注重地域文化、传统工艺和可持续发展，作品涵盖学术、文化、公共及城市规划等多个领域，并曾多次参加国内外重要展览。2025年，他荣获普利兹克建筑奖，成为继王澍之后第二位获此殊荣的中国建筑师，亦是第三位獲得此獎項的華人。

## 生平与教育
刘家琨1956年生于四川成都，其父母均为当地知名医生。自幼酷爱绘画，并曾接受过系统的美术训练。中学毕业后，他下乡生活一段时间，并以知青题材创作了第一篇小说。1977年恢复高考后，刘家琨考入重庆建筑工程学院建筑系，1982年获得建筑工程学士学位。毕业后，他被分配至成都市建筑设计研究院工作。

## 职业生涯
在建筑设计研究院工作期间，刘家琨逐步形成了独具特色的设计风格。工作初期，他曾赴西藏（1984—1985年）、四川和新疆（1990—1992年）等地开展实践，并曾被借调至四川省文学院从事文学创作。1999年，刘家琨在成都创立家琨建筑设计事务所，先后主持设计了包括鹿野苑石刻博物馆、四川美术学院雕塑系馆、艺术家工作室系列等在内的30余个项目。

## 建筑理念
刘家琨的设计主张将现代建筑与地域文化、传统工艺以及环保理念相结合。他注重采用本土材料与工艺，追求“瑕疵美学”，并在2008年汶川地震后发起“再生砖计划”，将地震废墟转化为新建筑材料，以提升社区复原力和环境可持续性。

## 主要作品
刘家琨主持设计的代表性作品包括：
- 鹿野苑石刻博物馆
- 四川美术学院雕塑系馆
- 西村一号
- 成都喜来登酒店
- 胡慧姗纪念馆
- 上海相东佛像艺术馆
- 玉林西路小酒馆外观设计
- 艺术家工作室系列
- 其他文化、学术及城市规划项目

## 展览与国际影响
刘家琨的建筑作品曾多次参加国际性展览，包括威尼斯建筑双年展、威尼斯艺术双年展等。2018年，他受委托设计了英国伦敦蛇形美术馆在北京举办的首个国际展亭，此举大幅提升了其在国际建筑界的知名度。

## 文学创作与学术交流
除建筑设计外，刘家琨还积极从事文学创作，其主要著作包括《英雄》、《高地》、《灰色猫和有槐树的庭院》、《明月构想》、《此时此地》以及《叙事话语与低技策略》等。与此同时，他应邀在美国麻省理工学院、英国皇家艺术学院、法国巴黎夏乐宫等国内外知名院校及机构举办讲座，促进了中外文化与建筑领域的交流。

## 获奖情况
刘家琨曾获得多项重要奖项，部分奖项包括：
- 2003年第七届亚洲建协荣誉奖
- 2003年中国建筑艺术奖
- 2006年建筑实录中国奖（最佳公共建筑奖）
- 2007年远东建筑奖
- 2009年中国建筑学会建筑创作大奖
- 2010年建筑实录中国奖（最佳历史保护建筑奖、最佳公共建筑奖）
- 2025年“第四届中国建造匠心年度人物”奖
- 2025年普利兹克建筑奖[1]